# Daniela Louis
Daniela Louis (Zwitserland, 21 februari 1978) is een wielrenner uit Zwitserland.
In 2005 won ze de Wereldbeker mountainbike op het onderdeel marathon.
In 2006 werd ze derde op de Zwitserse kampioenschappen mountainbike.